# Науситој
Науситој (грч. Ναυσίθοος) је у грчкој митологији било име више личности.

## Етимологија
Име Науситој значи „силни морнар“.

## Митологија
1. Краљ Хиперије, Посејдонов и Перибејин син, Рексеноров и Алкинојев отац, који је трпео честе нападе киклопа, који су живели недалеко, па је одлучио да свој народ Феачане преведе на острво Схерију. Тамо је подигао бедеме, а својим поданицима разделио поља и саградио куће. Алкиноју је прорекао да ће Посејдон због претеране гостољубивости Феачана уништити њихове лађе и заробити град брдима.[2] Херакле је дошао овом краљу у нади да ће га очистити од греха, када је побио сопствену децу.[1]
2. Одисејев и Калипсин син, Наусинојев, а можда и Телегонов брат.[2] Осим ова два близанца, Одисеј је са Калипсом можда имао и сина Латина.[1]
3. Тезејев крманош на лађи која је Тезеја заједно са младима из Атике довела на Крит. Слављен је као божанство у атичкој луци Фалерон.[2]